# Tramwaje w Sankt Moritz
Tramwaje w Sankt Moritz − zlikwidowany system komunikacji tramwajowej w szwajcarskim mieście Sankt Moritz, działający w latach 1896–1932.

## Historia
W lutym 1892 ogłoszono konkurs na budowę linii tramwaju elektrycznego, wpłynęły trzy oferty. W kwietniu wybrano ofertę inżyniera CJ Schumachera z Lucerny. 22 grudnia 1892 wydano koncesję na budowę tramwajów w St. Moritz. W lipcu 1894 ruszyła budowa linii. Oficjalne oddanie do eksploatacji linii nastąpiło 5 lipca 1896. 19 grudnia 1902 przyznano koncesję na wydłużenie linii do dworca kolejowego, której jednak nigdy nie wybudowano. W 1912 przyjęto projekt linii tramwajowej z Sankt Moritz Bad do Champfersee. W 1917 miasto przejęło tramwaje. Linię tramwajową, zlikwidowaną 18 września 1932, zastąpiły autobusy. Linię rozebrano około 1940. Napięcie w sieci trakcyjnej wynosiło 550 V. Tramwaje kursowały tylko w porze letniej. Zajezdnia tramwajowa mieściła się w Sankt Moritz Bad. 

## Linia
W Sankt Moritz działała jedna linia tramwajowa o długości 1,6 km:
- St. Moritz Bad St. - Moritz Postplatz

## Tabor
Początkowo planowano zakupić trzy wagony tramwajowe o pojemności 20-24 osób. Ostatecznie zakupiono 4 tramwaje typu Ce 2/2, oznaczono je numerami od 1 do 4. Wagony wyprodukowała firma Schuckert & Co. z Norymbergi. Każdy wagon ważył 70 ton, mierzył 6 m, prędkość maksymalna wynosiła 17 km/h, w wagonie było 10 miejsc. Tramwaje były pomalowane na niebiesko z białymi paskami. W 1920 przeprowadzono remonty wagonów. W czasie remontu między innymi zabudowano pomosty. Ponadto przedsiębiorstwo posiadało kilka małych wagonów towarowych które nie posiadały numerów. 